# Amahlathi
Amahlathi (officieel Amahlathi Local Municipality) is een gemeente in het Zuid-Afrikaanse district Amatole.
Amahlathi ligt in de provincie Oost-Kaap en telt 122.788 inwoners. 

## Hoofdplaatsen
Het nationaal instituut voor de statistiek, Stats SA, deelt sinds de census 2011 deze gemeente in in 129 zogenaamde hoofdplaatsen (main place):
Amabele • Amahlathi NU • Amazibula • Bhabha • Bhavameni • Bomapass • Bongweni • Border Post • Burnshill • Caba • Carthcart • Cata • Cengu • Cwaru • Cwengcwe • Daliwe • Debe Nek • Dongoba • Dontsa • Dratini • Dwaleni • eJojweni A • eJojweni B • eLalini • Eluphendweni • eMagqobhokeni • Emangcumeni • Emangweni • Ematanjeni • Ematoleni • Embandezweleni • Empindweni • Emthonjini • Eqolweni • Ereyini • eRhamnyiba • Esinyanduleni • Ethembeni • eThwishini • Fort Cox • Frankfort • Fubu • Gasela • Goshen • Gwiligwili • Heckel • Hlontsheni • Hokwana • Jeke • Kathcart Hemish Kamega • Katikati • Kei Road • Keiskammahoek • Kensington • Komkhulu • Kuze • KwaBengu • KwaBomvana • KwaGubevu • KwaJimi • KwaLantolo • KwaMadolo • KwaMangati • KwaMxhalanga • KwaNcekemfu • KwaNdenxa • KwaNoxolo • KwaTwenty • KwaXelihagu • Lalini • Lenye • Lower eNgqeqe • Lower Gxulu • Lower Mnyameni • Lower Ngqumeya • Lubomvini • Luxomo • Madubela • Magqobhokeni • Masincedane • Matolweni • Mbongiseni • Mcewula • Mdeni • Mdukukeni • Mdzisane • Mgwali • Mqukqanwe • Mthwaku • Ndhyibidyidi • Ndlovini • Ndungameni • Ndzisaneni • New Rest • Ngabangu • Ngcamngeni • Ngobozana • Ngqanda • Ngqolongqolo • Ngqolosa • Ngqudela • Ngxalawe • Nkqayi • Nompumelelo • Nonkululeko • Nyingwashe • Quza • Quzini • Qwiliqwili • Rabe • Rawini • Sandla • Silositsha • Skafu • Sobotini • Stanhope • Stutterheim • Trust • Tshoxa • Tsomo • Tyelimdaka • Upper Gxulu • Upper Mnyameni • Upper Ngqolosa • Wartburg • Xolobe • Zanyokwe • Zingcuka • Zwelitsha.